# Burton of London
Pour les articles homonymes, voir Burton.

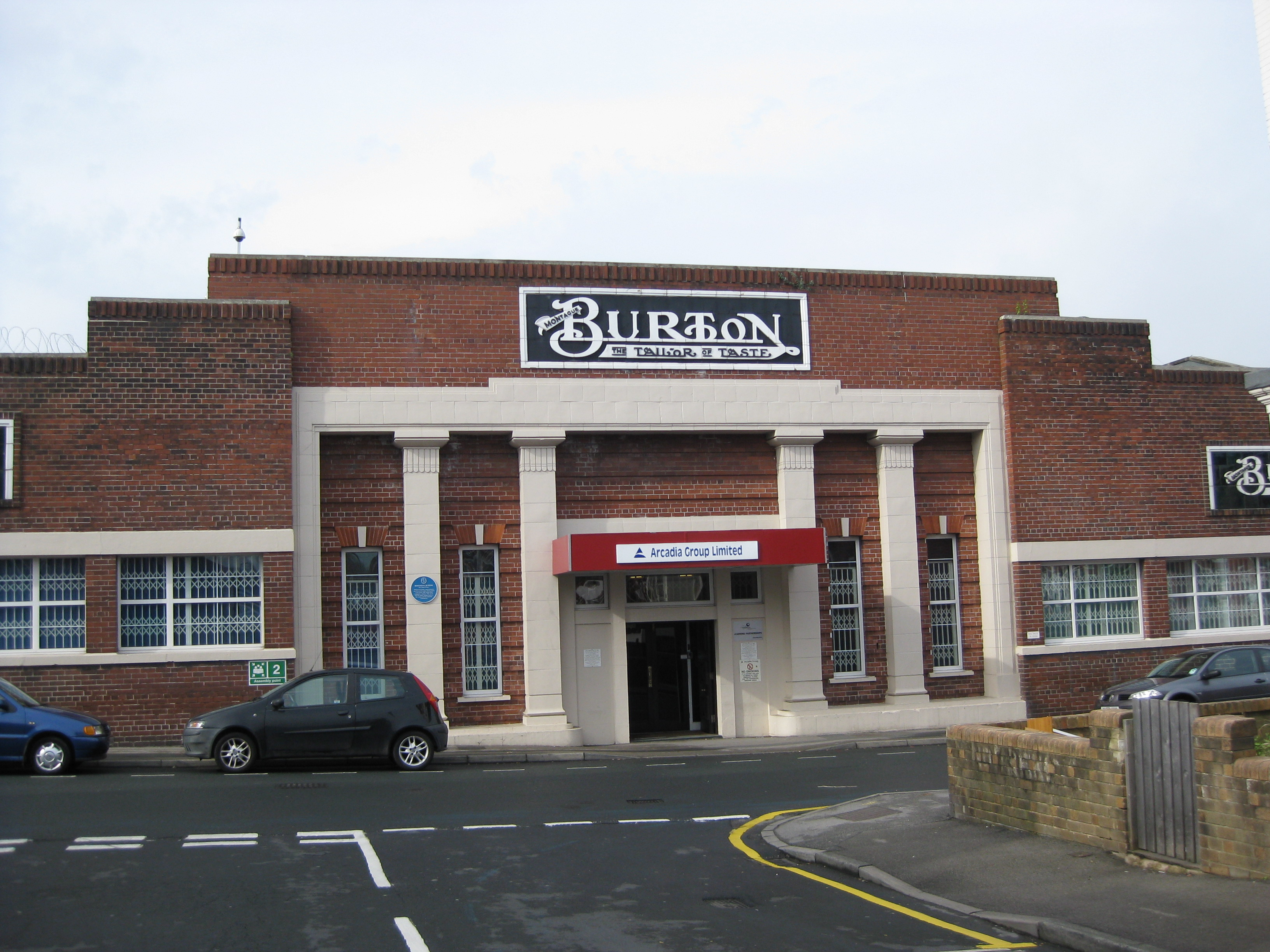
L'usine Burton à Burmantofts (Leeds), est désormais utilisée uniquement comme entrepôt.

Burton of London est une marque de vêtements lancée par Montague Burton à Chesterfield, en Angleterre, en l'an 1903. Son objectif était d'offrir des pièces tendances et de bonne qualité. En 1925, Burton of London est l'une des plus grandes chaînes de magasins au monde.
Victime de la crise du prêt-à-porter et du manque d'intérêt de la marque pour la vente en ligne lors de l'essor de cette dernière[réf. nécessaire], le 13 février 2024 le tribunal de commerce de Paris acte la liquidation judiciaire de l'enseigne, ce après qu’elle a été placée en redressement par cette même instance 9 mois plus tôt, en juin 2023.
La fin de Burton a mis au chômage environ 200 employés en France qui travaillaient dans 46 magasins, qui ferment leurs portes.